# John Ngugi
John Ngugi Kamau (Nyahururu, 10 maggio 1962) è un ex mezzofondista keniota, campione olimpico dei 5000 metri piani ai Giochi di Seul 1988.

## Palmarès
| Anno | Manifestazione          | Sede          | Evento         | Risultato | Prestazione | Note |
| ---- | ----------------------- | ------------- | -------------- | --------- | ----------- | ---- |
| 1986 | Mondiali di cross       | Colombier     | Corsa seniores | Oro       | 35'32"9     |      |
| 1987 | Mondiali di cross       | Varsavia      | Corsa seniores | Oro       | 36'07"      |      |
| 1987 | Giochi panafricani      | Nairobi       | 5000 m piani   | Oro       | 13'31"87    |      |
| 1987 | Mondiali                | Roma          | 5000 m piani   | 12º       | 13'34'04"   |      |
| 1988 | Mondiali di cross       | Auckland      | Corsa seniores | Oro       | 34'32"      |      |
| 1988 | Giochi olimpici         | Seul          | 5000 m piani   | Oro       | 13'11"70    |      |
| 1989 | Mondiali di cross       | Stavanger     | Corsa seniores | Oro       | 39'42"      |      |
| 1990 | Giochi del Commonwealth | Auckland      | 5000 m piani   | Argento   | 13'24"94    |      |
| 1990 | Mondiali di cross       | Aix-les-Bains | Corsa seniores | 20º       | 35'14"      |      |
| 1991 | Mondiali di cross       | Anversa       | Corsa seniores | dnf       | dnf         |      |
| 1992 | Mondiali di cross       | Boston        | Corsa seniores | Oro       | 37'05"      |      |

## Campionati nazionali
1986
- Oro ai campionati kenyani di corsa campestre ( Nairobi)

## Altre competizioni internazionali
1986
- 11º all'Athletissima ( Losanna), 3000 m piani - 7'58"42

1987
- alla Cinque Mulini ( San Vittore Olona) - 30'41"

1988
- 4º alla Grand Prix Final ( Berlino), 5000 m piani - 13'24"36
- Argento ai Bislett Games ( Oslo), 5000 m piani - 13'17"95
- Bronzo all'Athletissima ( Losanna), 5000 m piani - 13'23"23
- Oro alla Bali 10 km ( Bali) - 27'29"
- Oro al Juan Muguerza Cross-Country Race ( Elgoibar) - 29'16"

1989
- 4º alla Grand Prix Final ( Monaco), 5000 m piani - 13'25"40
- Argento al Memorial Van Damme ( Bruxelles), 10000 m piani - 27'28"07
- 4º all'Herculis ( Monaco), 5000 m piani - 13'25"40
- Oro alla Stramilano ( Milano) - 1h01'24"
- Oro alla Cinque Mulini ( San Vittore Olona) - 30'53"
- Argento al Cross delle Orobie ( Bergamo) - 27'59"

1990
- Argento al Memorial Van Damme ( Bruxelles), 5000 m piani - 13'11"14
- Bronzo alla Weltklasse Zürich ( Zurigo), 5000 m piani - 13'12"30
- Oro all'Herculis ( Monaco), miglio - 3'56"75
- Argento alla Stramilano ( Milano) - 1h01'45"
- 5º alla Bob Hasan Paradise Run ( Borobudur) - 28'15"
- 6º alla San Silvestro Vallecana ( Madrid), 9 km - 26'40"
- Bronzo alla Cinque Mulini ( San Vittore Olona) - 30'35"
- 7º al Cross Internacional de la Constitucion ( Alcobendas) - 29'46"

1991
- Oro al Memorial Van Damme ( Bruxelles), 10000 m piani - 27'11"62
- 4º all'Herculis ( Monaco), 5000 m piani - 13'33"29
- Bronzo alla St Patrick's Road Race ( Copenaghen) - 28'30"
- 4º alla Cinque Mulini ( San Vittore Olona) - 32'22"
- Argento al Cross des Mureaux ( Parigi) - 27'04"

1992
- 9º al Memorial Van Damme ( Bruxelles), 10000 m piani - 28'18"84
- Bronzo al Weltklasse Zürich ( Zurigo), 5000 m piani - 13'13"29
- 9º all'Herculis ( Monaco), 5000 m piani - 13'45"10
- 9º alla Great South Run ( Portsmouth), 10 miglia - 48'34"
- Argento alla Bob Hasan Paradise Run ( Borobudur) - 27'24"
- Oro al Trofeo Scarpa d'Oro ( Vigevano), 8 km - 23'17"
- Oro al Cross di Alà dei Sardi ( Alà dei Sardi) - 30'43"
- 6º al Nairobi International Crosscountry ( Nairobi) - 29'40"

1995
- 14º alla Great South Run ( Portsmouth), 10 miglia - 52'39"
- 24º alla Zevenheuvelenloop ( Nimega), 15 km - 45'45"
- 24º alla Great Caledonian Run ( Edimburgo) - 32'11"

1996
- 24º alla Zevenheuvelenloop ( Nimega), 15 km - 45'45"
- 15º al Cross de Volvic ( Volvic) - 29'13"

1997
- 13º alla Maratona di Barcellona ( Barcellona) - 2h23'57"